# 城郊镇 (宁化县)
城郊镇，原为城郊乡是中国福建省三明市宁化县下辖的一个乡。2018年撤乡设镇。区划代码改为350424109。

## 行政区划
城郊镇共辖18个村委会，分别是：
高堑村、连屋村、马源亭村、马源村、旧墩畲族村、下巫坊村、扬禾村、上畲村、九柏嵊村、夏家村、瓦庄村、茶湖江村、雷陑村、社下村、都寮村、李七村、社背村和巫高村。